# Le Monde de Narnia : Le Prince Caspian
Pour le jeu vidéo, voir Le Monde de Narnia : Le Prince Caspian (jeu vidéo).
Série
Le Monde de Narnia : Le Lion, la Sorcière blanche et l'Armoire magique
(2005) Le Monde de Narnia : L'Odyssée du Passeur d'Aurore
(2010)
Pour plus de détails, voir Fiche technique et Distribution.
Le Monde de Narnia : Le Prince Caspian (The Chronicles of Narnia: Prince Caspian), ou Les Chroniques de Narnia : Le Prince Caspian au Québec, est un film polono-tchéco-slovéno-américano-britannique réalisé par Andrew Adamson, sorti en 2008.
Il s'agit de l'adaptation du quatrième tome de la série Le Monde de Narnia (deuxième par ordre d'écriture), Le Prince Caspian de C. S. Lewis publié en 1951. Il s'agit du deuxième film de la série cinématographique Le Monde de Narnia.
Le film suit les quatre enfants de Narnia, Lucy, Edmund, Susan et Peter, qui sont retournés à Londres après leur aventure précédente. Ils se rendent ensuite à l'école pour commencer une nouvelle année scolaire en 1941, mais sont transportés sur une île inconnue. En explorant l'île, ils découvrent leur ancien palais et apprennent que plus de 1300 ans se sont écoulés à Narnia depuis leur départ. La magie a presque disparu et la plupart des animaux ne parlent plus. La situation critique est qu'un prince appelé Caspian a été dépossédé de son trône par son oncle, le roi Miraz, qui gouverne d'une manière tyrannique sur les Telmarins et sur l'ensemble de Narnia. Les enfants devront aider Caspian à récupérer son trône pour rétablir l'ordre.
Le film a reçu des mentions généralement positives de la part des critiques. Beaucoup ont fait l'éloge des performances et des effets visuels. Cependant, le ton plus sombre et les thèmes matures du film ont suscité des opinions polarisantes. Ce fut un succès modéré au box-office, avec un chiffre d'affaires de 55 millions de dollars lors de son week-end d'ouverture. À la fin de sa diffusion en salle, il avait rapporté 419,6 millions de dollars dans le monde entier, devenant ainsi le dixième film le plus rentable de 2008.
Malgré son succès, Walt Disney Pictures décide de ne pas produire le prochain film de la saga, Le Monde de Narnia : L'Odyssée du Passeur d'Aurore, à cause des chiffres insuffisants au box-office. Sachant que le tournage du troisième volet a été entrepris dans la foulée afin que les acteurs ne grandissent pas trop entre-temps. C’est donc la 20th Century Fox qui a remplacé Disney.

## Synopsis
À Narnia, près de 1 300 ans après que les frères et sœurs Pevensie (le roi Peter, la reine Susan, le roi Edmund et la reine Lucy) ont quitté Narnia et sont retournés dans leur monde, Caspian, un prince Telmarin, est réveillé par son mentor, le docteur Cornelius. Le docteur Cornelius informe Caspian que sa tante vient de donner naissance à un fils et que sa vie est maintenant en grave danger. Cornelius lui donne l'ancienne corne magique de la reine Susan et lui demande de l'utiliser s'il en a désespérément besoin. Sachant que son oncle Miraz le tuerait pour être roi, Caspian s'enfuit. Poursuivi par plusieurs soldats Telmarins, Caspian tombe de son cheval et rencontre deux nains de Narnia et un blaireau parlant dans les bois. L'un des nains, Trompillon, est capturé par les soldats après s'être sacrifié pour sauver Caspian. L'autre nain, Nikabrik, et le blaireau, Chasseur-de-Truffes, sauvent Caspian. Ne sachant pas qu'ils essaient de le sauver, Caspian souffle la corne magique, essayant de demander de l'aide.
En Angleterre, les quatre enfants de Pevensie attendent à la station de métro Strand leur train qui les emmènera à l'internat. Un an s'est écoulé dans leur monde après leur départ de Narnia. Juste au moment où le train entre dans la gare, la gare se déchire en les transportant à Narnia. Là, ils découvrent que leur château, Cair Paravel, a été attaqué et ruiné en leur absence. Les Pevensies sauvent un Trompillon attaché et bâillonné, qui est sur le point d'être noyé par des gardes Telmarins, et ils sont partis ensemble. Lucy voit Aslan essayer de leur montrer un chemin sûr, mais trouve ses frères et sœurs incapables de le voir. Elle parvient plus tard à contacter Aslan dans un rêve, mais seul Edmund la croit.
Pendant ce temps, Nikabrik et Chasseur-de-Truffes conduisent Caspian à l'endroit où se sont rassemblés les habitants de Narnia rappelés par la corne de Susan. Caspian les convainc de l'aider à lui restituer son trône. Caspian et ses troupes rencontrent les Pevensies et Trompillon, et ils voyagent ensemble vers le quartier général de l'armée de Narnia, un immense sanctuaire souterraine construite au-dessus de la table de pierre. Lucy veut attendre Aslan, mais Peter décide qu'ils ont attendu assez longtemps et suggère d'attaquer le château de Miraz. Les Narniens réussissent à infiltrer le château, Caspian libère Cornelius et lui révèle que Miraz est responsable de la mort de son père, Caspian décide d’affronter son oncle. Il est blessé par un éton, et la moitié des Narniens parviennent à s'échapper tandis que les autres sont brutalement massacrés par des arbalètes à cause de l'insouciance de Peter.
Le nain Nikabrik offre à Caspian une alternative pour avoir la mort de Miraz et ainsi reconquérir son trône en l’en menant à Bulgy Bear, un loup-garou et à Hag, ils disent à Caspian qu'il y a un moyen de se venger. Quand Caspian est d'accord, ils commencent ainsi un rituel pour évoquer Jadis, la défunte sorcière blanche depuis l'intérieur d'un mur de glace, l'esprit de la sorcière tente de convaincre Caspian de lui donner une goutte de son sang afin de la ressusciter. L'esprit de la sorcière tente de convaincre Peter de faire de même. Edmund, Trompillon et Lucy arrivent et tuent les complices de la sorcière. Edmund brise le mur de glace avant que la sorcière ne puisse être ressuscitée.
Cherchant la rédemption, Peter défie Miraz à un duel en tête-à-tête pour gagner du temps à Lucy pour trouver Aslan. Peter est capable de blesser Miraz et donne son épée à Caspian pour le finir. Caspian épargne la vie de Miraz, mais dit qu'il a l'intention de rendre Narnia à son peuple. Lord Sopespian, l'un des généraux de Miraz, tue par trahison Miraz avec une flèche et blâme les Narniens, déclenchant une bataille massive entre les Narniens et les Telmarins. Lucy, quant à elle, a trouvé Aslan dans les bois ; il réveille les arbres et toute la forêt attaque soudainement les Telmarins. Lord Sopespian ordonne la retraite, seulement pour être confronté à Lucy et Aslan. Aslan convoque un dieu de la rivière, qui anéantit la majorité de l'armée de Telmar, y compris Sopespian ; tous les soldats Telmarins survivants se rendent et lâchent leurs armes.
Caspian devient le roi de Narnia et, avec l'aide d'Aslan, apporte la paix entre les royaumes de Narnia et de Telmar. Aslan crée un passage magique pour permettre à tous les Telmarins qui le souhaitent de quitter Narnia pour retourner sur Terre, le même monde que les frères Pevensie, d'où leurs ancêtres étaient venus des siècles plus tôt. Glozelle, regrettant ses actions contre le jeune Caspian, décide d'accepter l'offre et quitte Narnia avec Prunaprisme et son fils et un autre seigneur. Les Pevensie saluent leurs amis et Susan et Caspian se disent au revoir avec un baiser. Peter et Susan révèlent également qu'Aslan leur a dit qu'ayant grandi, ce sera leur dernière fois à Narnia alors qu'Edmund et Lucy pourraient revenir. Les quatre Pevensie passent la porte et se retrouvent dans le métro de Londres au moment où ils étaient partis.

## Fiche technique
Sauf indication contraire, les informations mentionnées dans cette section peuvent être confirmées par les bases de données cinématographiques IMDb et Allociné,  présentes dans la section « Liens externes ».
- Titre original : The Chronicles of Narnia: Prince Caspian
- Titre français : Le Monde de Narnia : Chapitre 2 - Le Prince Caspian
- Titre québécois : Les Chroniques de Narnia : Le Prince Caspian[1]
- Réalisation : Andrew Adamson
- Scénario : Andrew Adamson, Christopher Markus et Stephen McFeely, d'après Le Prince Caspian de C. S. Lewis
- Musique : Harry Gregson-Williams
  - Musiques additionnelles : Stephen Barton et Halli Cauthery
- Direction artistique : David Allday, Jules Cook, Jill Cormack, Matt Gray, Stuart Kearns, Jason Knox-Johnston, Elaine Kusmishko, Phil Sims, Michal Soun, Jirí Sternwald et Frank Walsh
- Décors : Roger Ford
- Costumes : Isis Mussenden et Richard Taylor[2]
- Photographie : Karl Walter Lindenlaub
- Son : James Mather, Terry Porter, Jamie Roden, Dean A. Zupancic
- Montage : Josh Campbell et Sim Evan-Jones
- Effets spéciaux : Howard Berger, Tami Lane, Weta Workshop (Nouvelle-Zélande)
- Supervision des effets visuels : Dean Wright, Wendy Rogers
- Production : Andrew Adamson, Mark Johnson et Philip Steuer
  - Direction de production : Micheal Flaherty
  - Production exécutive : Marianna Rowinska (Pologne) et Diego Zanco (Slovénie)
  - Production déléguée : Perry Moore
  - Production associée : David Minkowski, Matthew Stillman et Tom Williams
  - Coproduction : Douglas Gresham et K.C. Hodenfield
  - Coproduction déléguée : Cary Granat
- Sociétés de production :
  - États-Unis : Silverbell Films, présenté par Walt Disney Pictures et Walden Media
  - Pologne : Ozumi Films
  - Slovénie : Pakt Media
  - Tchéquie : Stillking Films
- Sociétés de distribution : Buena Vista Pictures (États-Unis) ; Buena Vista International (Royaume-Uni, France et Suisse)
- Budget : 225 millions de $[3],[4],[5]
- Pays de production :  États-Unis,  Royaume-Uni,  Pologne,  Tchéquie,  Slovénie
- Langue originale : anglais
- Format : couleur (DeLuxe) (Technicolor) — 2,39:1 (CinemaScope) — 35 mm — son DTS / Dolby Digital
- Genre : fantastique, aventure, action, fantasy
- Durée : 150 minutes
- Dates de sortie[6] :
  - États-Unis, Québec : 16 mai 2008[1]
  - Pologne : 30 mai 2008
  - Tchéquie : 19 juin 2008
  - France, Suisse romande : 25 juin 2008[7]
  - Royaume-Uni : 26 juin 2008
  - Belgique : 2 juillet 2008[8]
  - Slovénie : 31 juillet 2008
- Classification :
  - États-Unis : des scènes peuvent heurter les enfants - accord parental souhaitable (PG - Parental Guidance Suggested)[N 1]
  - Royaume-Uni : pour un public de 8 ans et plus - accord parental souhaitable (PG - Parental Guidance)
  - Pologne : plus de 12 ans[9]
  - République tchèque : Les parents ont la responsabilité de leurs enfants[9]
  - Slovénie : tous publics[9]
  - France : tous publics (conseillé à partir de 8 ans)[10],[11]
  - Belgique : tous publics (jeune public) (Alle Leeftijden)[8]
  - Suisse romande : interdit aux moins de 10 ans[12]
  - Québec : tous publics (G - General Rating)[1]

## Distribution
- William Moseley (VF : Paolo Domingo ; VQ : Nicolas Bacon) : Peter Pevensie
- Georgie Henley (VF : Lutèce Ragueneau ; VQ : Rosemarie Houde) : Lucy Pevensie
- Anna Popplewell (VF : Marie Tirmont ; VQ : Stéfanie Dolan) : Susan Pevensie
- Skandar Keynes (VF : Gwenaël Sommier ; VQ : François-Nicolas Dolan) : Edmund Pevensie
- Ben Barnes (VF : Emmanuel Garijo ; VQ : Nicolas Charbonneaux-Collombet) : le prince Caspian X
- Sergio Castellitto (VF : lui-même ; VQ : Thiéry Dubé) : le roi Miraz
- Vincent Grass (VF et VQ : lui-même) : le docteur Cornelius, précepteur du prince Caspian
- Alicia Borrachero (VF : Patricia Piazza ; VQ : Michèle Lituac) : la reine Prunaprismia
- Pierfrancesco Favino (VF : lui-même) : le général Glozelle
- Damián Alcázar (VF : Nicolas Marié) : le seigneur Sopespian
- Predrag Bjelac : le seigneur Donnon
- Peter Dinklage (VF : Pascal Casanova ; VQ : Daniel Picard) : le nain Trompillon (Trumpkin en VO)
- Warwick Davis (VF : Jean-Loup Horwitz ; VQ : Jacques Lavallée) : le nain Nikabrik
- Tilda Swinton (VF : Françoise Cadol ; VQ : Anne Dorval) : la Sorcière blanche (caméo)
- Liam Neeson (VF : Patrick Floersheim ; VQ : Denis Mercier) : Aslan, le lion (voix)
- Eddie Izzard (VF : Pierre-François Pistorio ; VQ : Gilbert Lachance) : Ripitchip (voix)
- Harry Gregson-Williams (VF : Olivier Chauvel) : Saute-Brindille, l'écureuil
- Ken Stott (VF : Michel Dodane ; VQ : François Sasseville) : Chasseur-de-Truffes, le blaireau
- David Walliams (VF : Éric Herson-Macarel) : Loup-Garou, Bulgy Bear
- Shane Rangi (VF : Éric Herson-Macarel) : Asterius, le minotaure
- Cornell John (VF : Marc Grosy) : Ouragan, le centaure

Version française
- Studio de doublage : Dubbing Brothers
- Direction artistique : Barbara Tissier
- Adaptation des dialogues : Houria Belhadji

## Production

### Scénario
Avant la sortie de Le Monde de Narnia : Le Lion, la Sorcière blanche et l'Armoire magique, le scénario de la suite avait déjà été écrit. Le réalisateur Andrew Adamson a déclaré que la décision a été prise de suivre l'ordre de publication des romans parce que "si nous ne le faisons pas maintenant, nous ne serons jamais en mesure de le faire, parce que les acteurs seront trop vieux". Le Prince Caspian, le deuxième roman publié de la série, est le quatrième chronologiquement. Le Cheval et son écuyer se déroule pendant une période qui n'est fait allusion que dans Le Lion, la Sorcière blanche et l'Armoire magique. Les scénaristes ont brièvement envisagé de combiner Le Prince Caspian avec L’Odyssée du Passeur d’Aurore, ce que la BBC a fait pour leur adaptation télévisée.

« Nous avons eu du mal à comprendre comment faire fonctionner Caspian en tant que film. Dans le livre, les enfants arrivent à Narnia, et ils s'assoient tous autour du feu de camp et Trumpkin leur raconte l'histoire du prince Caspian - ce qui signifie que les quatre enfants Pevensie disparaissent pendant la moitié du livre. »

— Douglas Gresham
Les scénaristes Christopher Markus et Stephen McFeely voulaient explorer comment les Pevensies se sentaient après leur retour de Narnia, passant du roi et de la reine à une année difficile en tant qu'écoliers. Ils ont noté, "C. S. Lewis ne réfléchit pas beaucoup à ce que ce serait pour un roi de Narnia de revenir à l'école des années 1940." Ils ont également décidé de réintroduire les Pevensies à Narnia plus près du début, afin de tisser les deux histoires distinctes des Pevensies et de Caspian, contrairement à la structure du livre. Un sentiment de culpabilité de la part des Pevensies a été ajouté, voyant la destruction de Narnia en leur absence, tout comme l'orgueil pour Peter d'améliorer le thème de la croyance : son arrogance signifie qu'il est incapable de voir Aslan.
Adamson a également souhaité rendre le film plus grand en échelle ; "J'ai gagné en confiance après avoir vécu le premier. Cette fois, j'ai pu aller plus loin échelle, avec plus d'extras et de plus grandes scènes de bataille." Inspiré par un passage du roman où Reepicheep dit qu'il aimerait attaquer le château, une nouvelle scène de bataille dans laquelle Peter et Caspian font une tentative de raid sur le château de Miraz a été créée. Adamson a estimé que l'imagerie des créatures grecques mythologiques qui s'empétait d'un château était très originale. Markus et McFeely ont utilisé la séquence pour illustrer le conflit de Peter et Caspian et la maturité d'Edmund, dans le but de resserrer le scénario en utilisant l'action comme drame. Adamson préférait la subtilité aux scènes dramatiques, demandant à ses jeunes acteurs masculins de ne pas se produire avec colère. Adamson s’inspire d’Alfred Hitchcock en disant aux gens à la fin de la scène : "Maintenant, donnez-moi juste quelque chose où vous ne pensez à rien". En l'utilisant dans son contexte, le public y lira une émotion."

### Conception
Andrew Adamson a décrit le film comme étant plus sombre, car il se déroule 1300 ans plus tard, et Narnia a été opprimée par les Telmarins pendant une grande période de ce temps, Il a ajouté : "Celui-ci est plus un film pour garçon. C'est un monde plus dur. Les méchants sont humains, et cela donne une attitude plus réaliste." Les créatures ont été conçues par l'artiste conceptuel vétéran de l'horreur et des monstres Jordu Schell et supervisées par Howard Berger, qui a dit que le film serait plus médiéval que le précédent film. Aux côtés d'Adamson, les enfants de Berger ont critiqué ses conceptions, aidant le processus : son fils pensait que les oreilles du loup-garou étaient stupides, alors elles ont été réduites.
Pour les Narniens, Berger les envisageait comme plus sauvages en apparence, car ils ont été forcés dans les forêts. Il a également décidé d'augmenter la représentation de différents âges, tailles et races. Les nains noirs se distinguent des nains rouges car ils ont plus de cuir et de bijoux, et une palette de couleurs plus foncées dans leurs costumes. Chaque race de créatures a également eu ses styles de combat plus distincts. Les minotaures ont des masses, et les centaures utilisent des épées. Les satyres ont été redessinés, car leur création sur le premier film avait été précipitée. Quatre mille six cents travaux de maquillage ont été effectués, ce que Berger considère comme un record.
L’équipe ont interprété les Telmarins, y compris Caspian, comme étant espagnols en raison de leurs origines pirates, ce qui selon le producteur Mark Johnson, a fait de Caspian "un contraste avec le lys-blanc Pevensies". Le concepteur de production Roger Ford voulait à l'origine que les Telmarins soient français, car ils avaient une histoire de confrontation avec les Anglais, qui sont représentés par les Pevensies. Cela a été abandonné car l'équipage n'a pas été en mesure de filmer au château de Pierrefonds pour le repaire de Miraz, alors ils ont optés pour la sensation espagnole. Weta Workshop a créé des casques avec des visages gravés pour leur armée et des plaques frontales pour les chevaux vivants sur le plateau. Les soldats cascadeurs manient deux cents armes d'hast dans deux styles différents, deux cents rapières de conception différente, plus d'une centaine de fauchons, deux cent cinquante boucliers et cinquante-cinq arbalètes. L'épée de Caspian est une variante des armes de la Garde royale. La costumière Isis Mussenden a regardé les peintures d'El Greco pour inspirer les costumes des Telmarins. Elle voulait utiliser des couleurs qui avaient l'air "acides et chaudes et fraîches en même temps", contrairement au rouge et à l'or vus chez les soldats Narniens. Leurs casques à visages sont basés sur les conquistadors et les samurais. Elle a visité les archives d'armure du Metropolitan Museum of Art pour s'inspirer. Un emblème d'aigle a été incorporé dans l'antre des Telmarins pour les faire plus fascistes.

### Tournage
Huit mois ont été consacrés à repérer des sites de tournage, dont l'Irlande, la Chine et l'Argentine, avant que la Nouvelle-Zélande, Prague, la Slovénie et la Pologne ne soient choisies. Alors que le film précédent a été principalement tourné en Nouvelle-Zélande avec quelques mois de tournage en Europe centrale, Adamson a décidé que la Nouvelle-Zélande manquait de plateaux de tournages pour s'adapter à la plus grande échelle du film. La décision de filmer la majeure partie en Europe a également permis de tourner pendant l'été sur les deux continents, bien que le temps se soit avéré si erratique pendant le tournage qu'Adamson a plaisanté en disant qu'on lui avait menti.
Le tournage a commencé le 12 février 2007 à Auckland. La scène où les Pevensies reviennent à la ruine de Cair Paravel a été tournée à Cathedral Cove. L’équipe ont choisi l'emplacement parce qu'il avait une arche en forme de tunnel, qui faisait écho au tunnel de train dans lequel les enfants entrent avant d'être rappelés à Narnia. Henderson Valley Studios a été utilisé pour l'ancienne salle du trésor de Pevensies et la station de métro.
Le 1er avril 2007, l'équipe a commencé à tourner aux studios Barrandov à Prague. Là, des décors tels que le château de Miraz, la cachette d’Aslan souterraine des Narniens ont été créés. Le château de 60m de haut a été construit à l'échelle parce qu'Adamson a estimé qu'il avait surutilisé les décors numériques sur le dernier film. Le château a été construit en plein air pendant l'hiver, où la température tombait à −20 °C (−4 °F). La cour de Miraz est le plus grand décor de la carrière du concepteur de production Roger Ford, y compris le film précédent. La cachette d’Aslan, où se réfugie les héros, a été modifié après que le tournage de ces scènes ait été terminé. Pour créer la tanière de Chasseur-de-Truffes, l'équipe de Ford a mis une caméra à l'intérieur d'une tanière de blaireau pour étudier à quoi elle devrait ressembler. Le toit de la tanière a dû être surélevé de trois pouces parce que Ben Barnes était trop grand.
En juin 2007, ils ont filmé la bataille du pont près de Bovec dans la vallée de Soča, en Slovénie. L'emplacement a été choisi pour sa ressemblance avec la Nouvelle-Zélande. Un grand pont a été construit, qui a été calqué sur celui que Jules César a construit pour traverser le Rhin. Alors que César aurait construit son pont en dix jours, l’équipe en avaient environ quarante. Le calendrier était cependant court, mais les autorités ne leur accorderaient que ce temps de construction pour ne pas perturber complètement les activités estivales normales sur le lac. L’équipe a fait une tranchée pour changer le cours de la rivière, afin qu'ils puissent approfondir les côtés drainés du lit de la rivière afin qu'on puisse y s'y noyer. Ils ont également coupé 100 arbres pour filmer la construction du pont par les Telmarins ; les arbres ont été déplacés de l'autre côté de la rivière pour la décoration. Le pont a été debout pendant deux mois avant d'être démantelé. Dans le cadre du nettoyage, les arbres coupés et les parties du pont ont été envoyés à une usine de recyclage, tandis que d'autres parties du pont ont été envoyées au studio pour des gros plans sur fond bleu.
Une partie de la bataille a été tirée à Ústí nad Labem en République tchèque. Seule l'entrée de la cachette d’Aslan a été construite sur place. Adamson voulait que le duel de Peter et Miraz se sente unique et non pas comme un match d'escrime contrôlé et trop chorégraphié. Moseley et Castellitto ont commencé à s'entraîner pour la scène en novembre 2006. Le coordinateur de cascades Allan Poppleton a doublé pour Castellitto dans certains plans parce qu'ils sont de taille similaire. Pour les prises de vue claustrophobes, des caméras ont été intégrées dans leurs boucliers. La caméra principale a été placée sur une piste à 360 degrés entourant la ruine sur laquelle se déroule. L’équipe ont creusé un grand trou dans le sol pour la scène où les Narniens causent les piliers soutenant la croissance près de l’effondrer de la cachette d’Aslan. Le site a ensuite été remise en état après l'achèvement de la scène. Ils ont également dû restaurer l'herbe après avoir filmé de nombreuses charges de cavalerie. 18 000 plantes de fougères ont été importées en République tchèque pour créer une forêt. Une scène tournée en Pologne, qui impliquait la construction d'une falaise, n'a également pas dû laisser de trace. Le tournage se termine le 8 septembre 2007.

### Effets spéciaux
Le Prince Caspian a plus de 1 500 plans d'effets spéciaux, plus que les 800 plans d'effets du Le Lion, la Sorcière blanche et l'Armoire magique, mais le film a eu moins de temps pour les terminer. L'ampleur des effets spéciaux a conduit Andrew Adamson à baser la production au Royaume-Uni, pour profiter de nouveaux crédits d'impôt. Par conséquent, il est légalement considéré comme un film britannique. Cela signifiait également que le réalisateur n'avait qu'à marcher cinq minutes de la salle de montage pour superviser les effets. Les sociétés britanniques d'effets visuels Moving Picture Company et Framestore CFC ont été embauchées pour créer les effets visuels aux côtés de Weta Digital. Framestore a travaillé sur Aslan, Chasseur-de-Truffe et la porte dans les airs ; Scanline a fait le dieu de la rivière ; Weta a créé le loup-garou, l'ours sauvage et le château de Miraz ; MPC et Escape Studios ont fait la bataille principale, la scène du tunnel, l'assaut du château, les scènes du conseil et toutes les autres créatures.

### Bande originale
Le compositeur Harry Gregson-Williams, du précédent film, a commencé à composer la suite en décembre 2007.
| The Chronicles of Narnia: Prince Caspian | The Chronicles of Narnia: Prince Caspian | The Chronicles of Narnia: Prince Caspian | The Chronicles of Narnia: Prince Caspian | The Chronicles of Narnia: Prince Caspian | The Chronicles of Narnia: Prince Caspian | The Chronicles of Narnia: Prince Caspian | The Chronicles of Narnia: Prince Caspian | The Chronicles of Narnia: Prince Caspian | The Chronicles of Narnia: Prince Caspian |
| No                                       | Titre                                    | Interprète                               | Durée                                    |                                          |                                          |                                          |                                          |                                          |                                          |
| ---------------------------------------- | ---------------------------------------- | ---------------------------------------- | ---------------------------------------- | ---------------------------------------- | ---------------------------------------- | ---------------------------------------- | ---------------------------------------- | ---------------------------------------- | ---------------------------------------- |
| 1.                                       | Prince Caspian Flees                     |                                          | 4:33                                     |                                          |                                          |                                          |                                          |                                          |                                          |
| 2.                                       | The Kings And Queens Of Old              |                                          | 3:27                                     |                                          |                                          |                                          |                                          |                                          |                                          |
| 3.                                       | Journey To The How                       |                                          | 4:39                                     |                                          |                                          |                                          |                                          |                                          |                                          |
| 4.                                       | Arrival At Aslan's How                   |                                          | 2:53                                     |                                          |                                          |                                          |                                          |                                          |                                          |
| 5.                                       | Raid On The Castle                       |                                          | 7:00                                     |                                          |                                          |                                          |                                          |                                          |                                          |
| 6.                                       | Miraz Crowned                            |                                          | 4:41                                     |                                          |                                          |                                          |                                          |                                          |                                          |
| 7.                                       | Sorcery And Sudden Vengeance             |                                          | 6:15                                     |                                          |                                          |                                          |                                          |                                          |                                          |
| 8.                                       | The Duel                                 |                                          | 5:51                                     |                                          |                                          |                                          |                                          |                                          |                                          |
| 9.                                       | The Armies Assemble                      |                                          | 2:17                                     |                                          |                                          |                                          |                                          |                                          |                                          |
| 10.                                      | Battle At Aslan's How                    |                                          | 5:14                                     |                                          |                                          |                                          |                                          |                                          |                                          |
| 11.                                      | Return Of The Lion                       |                                          | 4:11                                     |                                          |                                          |                                          |                                          |                                          |                                          |
| 12.                                      | The Door In The Air                      |                                          | 7:50                                     |                                          |                                          |                                          |                                          |                                          |                                          |
| 13.                                      | The Call                                 | Regina Spektor                           | 3:07                                     |                                          |                                          |                                          |                                          |                                          |                                          |
| 14.                                      | A Dance Round The Memory Tree            | Oren Lavie                               | 3:38                                     |                                          |                                          |                                          |                                          |                                          |                                          |
| 15.                                      | This Is Home                             | Switchfoot                               | 3:58                                     |                                          |                                          |                                          |                                          |                                          |                                          |
| 16.                                      | Lucy                                     | Hanne Hukkelberg                         | 4:31                                     |                                          |                                          |                                          |                                          |                                          |                                          |
| 74:05                                    |                                          |                                          |                                          |                                          |                                          |                                          |                                          |                                          |                                          |

## Accueil

### Accueil critique
Sur l'agrégateur américain Rotten Tomatoes, le film récolte 67 % d'opinions favorables pour 192 critiques. Sur Metacritic, il obtient une note moyenne de 62⁄100 pour 34 critiques.
En France, le site Allociné propose une note moyenne de 3,5⁄5 à partir de l'interprétation de critiques provenant de 22 titres de presse.

### Box-office
| Pays ou région | Box-office                       | Date d'arrêt du box-office | Nombre de semaines |
| -------------- | -------------------------------- | -------------------------- | ------------------ |
| Monde          | 420 000 000 $                    | N/A                        | N/A                |
| États-Unis     | 142 000 000 $                    | N/A                        | N/A                |
| France         | 3 120 000 entrées (25 000 000 $) | N/A                        | N/A                |

Lorsqu'il est sorti le 16 mai aux États-Unis et au Canada, le film a rapporté 55 millions de dollars sur 8 400 écrans dans 3 929 cinémas lors de son week-end d'ouverture, se classant no 1 au box-office, prenant cette place de Iron Man qui a été présenté en première le 2 mai. Disney s'est dit satisfait de la performance du film, bien que l'ouverture ait été en deçà des attentes de l'industrie de 80 millions de dollars et qu'elle était également derrière l'ouverture brute de Le Lion, la Sorcière blanche et l'Armoire magique de 65,6 millions de dollars. Au 1er juin, il a rapporté 115 millions de dollars, tandis que le premier film avait rapporté 153 millions de dollars dans le même laps de temps. Le PDG de Disney, Robert Iger, a attribué la sous-performance du film à sa sortie entre deux des plus grands succès de l'année Iron Man et Indiana Jones et le Royaume du crâne de cristal.
Le 16 mai, le film a également ouvert à la première place dans douze autres pays, avec un chiffre d'affaires de 22,1 millions de dollars, et portant le total d'ouverture mondiale à environ 77 millions de dollars. Le film a ouvert ses portes en Russie avec 6,7 millions de dollars, la plus grande ouverture de l'année ; il a gagné 6,3 millions de dollars (15 % de plus que le premier) au Mexique ; 4 millions de dollars en Corée du Sud, ce qui en fait le troisième film Disney le plus réussi là-bas ; 2 millions de dollars de l'Inde, qui était trois fois plus brut que le premier ; et il a gagné 1,1 million de dollars en Malaisie, ce qui en fait le troisième film Disney le plus populaire du pays après les suites Pirates des Caraïbes. Le film a également été ouvert avec 1 million de dollars en Argentine le 13 juin, ce qui était la troisième plus grande ouverture de Disney dans le pays et la plus grande de 2008 à l'époque. Le Prince Caspian a gagné 141,6 millions de dollars aux États-Unis et au Canada, tandis que le total mondial s'élève à 419,7 millions de dollars. Le film a été le dixième film le plus rentable de 2008 au monde et le deuxième film le plus rentable de Disney de 2008 après WALL-E.
En France, le film a fait 994 686 entrées pour sa première semaine. Il finit sa course 8e au box-office français avec un total de 2 978 722 d’entrée, juste derrière Kung Fu Panda.

## Distinctions

### Distinctions2008
| Distinctions 2008 du film Le Monde de Narnia : Chapitre 2 - Le Prince Caspian | Distinctions 2008 du film Le Monde de Narnia : Chapitre 2 - Le Prince Caspian | Distinctions 2008 du film Le Monde de Narnia : Chapitre 2 - Le Prince Caspian | Distinctions 2008 du film Le Monde de Narnia : Chapitre 2 - Le Prince Caspian | Distinctions 2008 du film Le Monde de Narnia : Chapitre 2 - Le Prince Caspian |
| Évènements                                                                    | Catégorie / Récompense                                                        | Nommé(es) / Lauréat(es)                                                       | Résultats                                                                     |                                                                               |
| ----------------------------------------------------------------------------- | ----------------------------------------------------------------------------- | ----------------------------------------------------------------------------- | ----------------------------------------------------------------------------- | ----------------------------------------------------------------------------- |
| International Film Music Critics Association                                  | Meilleure musique originale pour un film fantastique / science-fiction        | Harry Gregson-Williams                                                        | Nomination                                                                    |                                                                               |
| MTV Movie & TV Awards                                                         | Meilleur film de l'été jusqu'à présent                                        | Le Monde de Narnia : Le Prince Caspian                                        | Nomination                                                                    |                                                                               |
| National Movie Awards                                                         | Meilleur film familial                                                        | Le Monde de Narnia : Le Prince Caspian                                        | Nomination                                                                    |                                                                               |
| National Movie Awards                                                         | Meilleur acteur                                                               | Ben Barnes                                                                    | Nomination                                                                    |                                                                               |
| Nickelodeon Kid's Choice Award                                                | Acteur de cinéma préféré                                                      | William Moseley                                                               | Lauréat                                                                       |                                                                               |
| Nickelodeon Kid's Choice Award                                                | Actrice de cinéma préférée                                                    | Georgie Henley                                                                | Lauréat                                                                       |                                                                               |
| Scream Awards                                                                 | Meilleure suite                                                               | Le Monde de Narnia : Le Prince Caspian                                        | Nomination                                                                    |                                                                               |
| Teen Choice Awards                                                            | Meilleur film d'action / aventure                                             | Le Monde de Narnia : Le Prince Caspian                                        | Lauréat                                                                       |                                                                               |
| Teen Choice Awards                                                            | Meilleure révélation masculine de l'année                                     | Ben Barnes                                                                    | Nomination                                                                    |                                                                               |

### Distinctions2009
| Distinctions 2009 du film Le Monde de Narnia : Chapitre 2 - Le Prince Caspian | Distinctions 2009 du film Le Monde de Narnia : Chapitre 2 - Le Prince Caspian                             | Distinctions 2009 du film Le Monde de Narnia : Chapitre 2 - Le Prince Caspian | Distinctions 2009 du film Le Monde de Narnia : Chapitre 2 - Le Prince Caspian | Distinctions 2009 du film Le Monde de Narnia : Chapitre 2 - Le Prince Caspian |
| Évènements                                                                    | Catégorie / Récompense                                                                                    | Nommé(es) / Lauréat(es) | Résultats                                                                     |                                                                               |
| ----------------------------------------------------------------------------- | --- | --- | ----------------------------------------------------------------------------- | ----------------------------------------------------------------------------- |
| Academy of Science Fiction, Fantasy and Horror Films - Saturn Awards          | Meilleur film fantastique                                                                                 | Le Monde de Narnia : Le Prince Caspian | Nomination                                                                    |                                                                               |
| Academy of Science Fiction, Fantasy and Horror Films - Saturn Awards          | Meilleurs costumes                                                                                        | Isis Mussenden | Nomination                                                                    |                                                                               |
| Academy of Science Fiction, Fantasy and Horror Films - Saturn Awards          | Meilleur maquillage                                                                                       | Paul Engelen et Greg Nicotero | Nomination                                                                    |                                                                               |
| Academy of Science Fiction, Fantasy and Horror Films - Saturn Awards          | Meilleurs effets spéciaux                                                                                 | Wendy Rogers et Dean Wright | Nomination                                                                    |                                                                               |
| BMI Film and TV Awards                                                        | Prix BMI de la meilleure musique de film                                                                  | Le Monde de Narnia : Le Prince Caspian | Lauréat                                                                       |                                                                               |
| Costume Designers Guild Awards                                                | Meilleurs costumes pour un film fantastique                                                               | Isis Mussenden | Nomination                                                                    |                                                                               |
| Motion Picture Sound Editors                                                  | Meilleur montage son - Effets sonores, bruitages, dialogues et doublages dans un film en langue étrangère | Paul Ackerman, Jimmy Boyle, Peter Burgis, Ricky Butt, Andie Derrick, Michael Fentum, Dominic Gibbs, Sue Harding, Daniel Laurie, Jed Loughran, James Mather, Bjorn Ole Schroeder, Joseph Stracey, Vanesa Lorena Tate et Derek Trigg | Nomination                                                                    |                                                                               |
| MTV Movie & TV Awards                                                         | Meilleure révélation masculine                                                                            | Ben Barnes | Nomination                                                                    |                                                                               |
| People's Choice Awards                                                        | Meilleur film familial                                                                                    | Le Monde de Narnia : Le Prince Caspian | Nomination                                                                    |                                                                               |
| Visual Effects Society Awards                                                 | Meilleurs effets visuels dans un film axé sur les effets                                                  | Greg Butler, Andrew Fowler, Wendy Rogers et Dean Wright | Nomination                                                                    |                                                                               |
| Visual Effects Society Awards                                                 | Meilleur compositing dans un long métrage                                                                 | Asregadoo Arundi, Richard Baker, Mark Curtis et Stuart Lashley | Nomination                                                                    |                                                                               |
| Young Artist Awards                                                           | Meilleur jeune acteur dans un long métrage                                                                | Skandar Keynes | Nomination                                                                    |                                                                               |
| Young Artist Awards                                                           | Meilleure jeune actrice dans un long métrage                                                              | Georgie Henley | Nomination                                                                    |                                                                               |
| Young Artist Awards                                                           | Meilleur jeune casting dans un long métrage                                                               | Georgie Henley, Skandar Keynes, William Moseley et Anna Popplewell | Nomination                                                                    |                                                                               |
| World Stunt Awards                                                            | Meilleur combat                                                                                           | Sean Button et Allan Poppleton | Nomination                                                                    |                                                                               |

### Nomination2013
- Motion Picture Sound Editors : meilleur montage son d'un film en langue étrangère pour Glen Gathard

## Éditions en vidéo
- En France, le film Le Monde de Narnia : Chapitre 2 - Le Prince Caspian est sorti en DVD[17], DVD édition collector[18] et en format Blu-ray[19] le 26 décembre 2008. Le film est également sorti en VOD le 1er février 2016[10].
- Au Québec, le film est sorti en DVD le 2 décembre 2008[1].

## Autour du film

### La différence entre le livre et le film
Certains éléments du livre ne se retrouvent pas dans le film. La nourrice de Caspian n'apparaît pas. Dans le livre, Trompillon est présent lors du réveil de Caspian chez Chasseur-de-truffe, de plus il assiste à la réunion avec tous les narniens. Il manque la partie où Glozelle et Sopespian parlent de leur plan pour tuer Miraz. Il n'y a pas de ville où la bataille de Beruna se déroule.
Inversement, certains éléments apparaissent uniquement dans le film. Il n'y a pas d'histoire d'amour entre Susan et Caspian dans le livre. Dans le film, Susan participe à la bataille, alors que dans le livre non. La bataille du château de Miraz a été inventée uniquement pour le film. La scène où Susan parle avec un garçon a été inventée uniquement pour le film, tout comme celle où Peter et Edmund se battent contre des garçons. Dans le film, pendant le couronnement de Miraz, les villes de Tashbaan et Ettinsmoor engagent leurs troupes pour Miraz. Alors que dans le livre, ces villes ne sont pas mentionnées (on peut noter que Tashbaan n'est pas une ville du pays de Narnia mais du pays de Calormen dans le livre).
Il y a également des éléments qui existent dans le livre et dans le film, mais qui sont présentés différemment. Glozelle est général dans le film, alors que dans livre, il est seigneur comme Sopespian. La reine Prunaprismia a les cheveux noirs dans le film, alors que dans le livre ils sont roux. La capture de Trompillon est différente de celle du livre. Cornelius se fait capturer dans le film après que Miraz a découvert qu'il a aidé Caspian à s'enfuir, alors que dans le livre, il s'échappe du château quand Destrier, le cheval, est revenu. Glozelle meurt dans le livre, tué par Peter au cours de la bataille alors qu'à la fin du film, il ne meurt pas et se porte volontaire pour quitter Narnia. Dans le livre, les enfants ne rencontrent Caspian qu'au moment où la sorcière blanche est sur le point de ressusciter. Aslan ne réapparait dans le film qu'au moment de la bataille de Beruna, alors que dans le livre il apparait avant que les enfants ne rencontrent Caspian. Miraz se couronne roi dès le début dans le livre. Dans le livre, Caspian ne découvre que Miraz a tué son père qu'au moment où Cornelius le fait évader du château et au moment où celui-ci lui dit que Miraz veut le tuer.